# 귈림 리
귈림 리(영어: Gwilym Lee, 1983년 11월 24일 ~ )는 잉글랜드의 배우이다. 2018년 영화 《보헤미안 랩소디》에서 퀸의 일원 브라이언 메이 역으로 잘 알려져 있다.

## 출연 작품

### 영화
- 히어 (2024년) - 존 하터 역